# Прешернов трг (Љубљана)
Прешернов трг је главни трг у центру Љубљане, именован по највећем словеначком песнику Францету Прешерну.

## Историја
Трг је настао из средњовековног раскршћа испред градских капија. Данашњи изглед је добио у 17. веку, када је на тргу саграђена Фрањевачка црква посвећена Марији. Тада је трг добио име „Маријин трг“. Након тога су срушене тадашње градске зидине и градске капије.
Након земљотреса 1895, који је уништио доста старих кућа, саграђене су барокне буржоаске палате.
У 20. веку трг добија 3 знаменита моста, данас позната као Тромостовје.
Трг је добио своје данашње име, Прешернов трг, 10. октобра 1905. када је на њему постављен споменик Францету Прешерну.

## Затварање за промет
Одлуком градоначелника Зорана Јанковића од септембра 2007, Прешернов трг и ужи центар за стално је затворен за промет. Тако је постао пешачка зона у плану оживљавања центра.